# Картер, Нил
Нил Картер (англ. Neil Carter; р. 11 мая 1956 года, Бэдфонт, Мидлсекс, Англия) — британский клавишник и гитарист, наиболее известный как участник хард-рок-групп «UFO» и «Wild Horses». Также он некоторое время играл с Гэри Муром.

## Карьера
На протяжении всей своей карьеры Нил Картер работал в разных жанрах.
Получив классическое образование, он стал профессиональным хард-рок-музыкантом в возрасте 21 года.
Первой группой Нила была «Wild Horses», в которой он играл до августа 1980 года.
Впоследствии он был приглашён в «UFO» в качестве клавишника/ритм-гитариста, заменив при этом Джона Слоумена.
Вместе с «UFO» Нил играл до распада группы 15 апреля 1983 года, когда у вокалиста Фила Могга случился нервный срыв.
Также Картеру приписывают участие в написании ряда песен Гэри Мура, включая всемирный хит «Empty Rooms».
В возрасте 32 лет Нил ушёл из музыки, начав свою карьеру как учитель игры на деревянных духовых, а также в качестве экзаменатора в «ABRSM».
22 года спустя он ознаменовался неожиданным возвращением в бэк-группу Гэри Мура.
Будущие туры и кельтский рок-альбом должны были последовать, но это было прервано смертью Гэри Мура в феврале 2011 года.
30 апреля 2019 года было объявлено, что Нил вернется в «UFO» для их тура «Last Orders» после смерти Пола Рэймонда. Тур начался в 2019 году в Германии с концертов и выступлений на фестивалях.

### Брайтонский колледж
Преподавал в Брайтонском колледже, с 1993 года занимая должность «Руководителя духовых инструментов».
Он давал индивидуальные уроки игры на кларнете и саксофоне. Также Нил был дирижером школьного концертного оркестра и школьного ансамбля саксофонистов, меж тем возглавляя школьный свинг-бэнд.
После этого Картер покинул Брайтонский колледж в 2014 году, чтобы переехать в свой дом на Лансароте.
Он продолжал свою работу в качестве экзаменатора ABRSM.